# Мультифізика
Мультифі́зика — математична дисципліна, яка відноситься до симуляторів, в які залучені різні фізичні моделі або одночасно декілька  фізичних явищ. Наприклад, поєднання хімічної кінетики і механіки рідини або поєднання скінченних елементів з молекулярною динамікою. Мультифізика, як правило, передбачає вирішення системи диференціальних рівнянь.
Багато фізичних симуляцій включають пов'язані системи, такі як електричні і магнітні поля для електромагнетизму, тиск і швидкість звуку, або реальної та уявної частини  функції хвилі в квантовій механіці. Інший випадок-наближення середнього поля для електронної структури атомів, де електричне поле і електрон хвильові функції пов'язані.

## Метод одиночної дискретизації
Ці програмні пакети в основному покладаються на метод скінченних елементів або аналогічні  чисельні методи для моделювання в поєднанні з фізикою: теплові навантаження, електромеханічні взаємодії рідкої структури взаємодії (ФСІ), потік рідини  з передачею тепла і хімічних реакцій, електромагнітні рідини (магнітні або плазма), електромагнітно-індуковане поширення тепла. У багатьох випадках, щоб отримати точні результати, важливо враховувати взаємні залежності, де властивості матеріалу  є істотними для одного поля (наприклад, електричного поля) і змінюються в залежності від значення іншого поля (наприклад, температури) і навпаки.

## Метод множинної дискретизації
Бувають випадки, коли кожна підмножина диференціальних рівнянь має різну математичну поведінку, наприклад, коли нестислива рідина  поєднюється зі структурним аналізом або теплопередачею. Для виконання оптимального моделювання в таких випадках, інша процедура дискретизації повинна бути застосована для кожної підгрупи. Наприклад, стислий потік дискретизується за допомогою методу скінченних об'ємів, а спряжений теплообмін -  методом аналізу скінченних елементів. Іншим прикладом є використання електромагнітних або електростатичних частинок в клітині (рис, EMPIC, ESPIC) в поєднанні з методами прямого моделювання Монте-Карло, де частинки можуть взаємодіяти з електромагнітним полем або одна з одною і з рідинами. Частинки взаємодіють з електромагнітним полем через заряди і струми, які вони створюють і які прискорені в цьому полі. Частинки стикаються між собою і з рідиною.